# Baleia-bicuda-de-hubbs
A baleia-bicuda-de-hubbs (Mesoplodon carlhubbsi) é um cetáceo da família dos zifiídeos (Ziphiidae) encontrado em águas temperadas do Pacífico Norte.